# Ньордсон, Фритьоф
Фритьоф Ньордсон (швед. Frithiof Niordson, 1 августа 1922, Йоханнесбург, Трансвааль — 16 сентября 2009 или 2009) — шведский и датский учёный-механик.

## Биография
Фритьоф родился в семье инженера, девятого сына в семье мелкого фермера, первого среди родственников получившего высшее образование. Сам был вторым сыном и третьим ребёнком. Роды протекали трудно, и матери Фритьофа предложили избавиться от него (облегчить роды, достав плод по частям), но она не сделала этого. Семья в это время оказалась в Южной Африке, где отец нашёл работу. Отец и мать Фритьофа встретились в Екатеринбурге, супруга Ньордсона-старшего родилась и выросла в России, откуда им пришлось бежать от ужасов революции 1917 года. В семье мама и бабушка по её линии говорили по-русски, вследствие этого владели русским и все четверо детей. По материнской линии родственниками были Воронцовы-Вельяминовы.
В 1928 году семья вернулась в Швецию, отец нашёл новую работу в городе Гарпгиттан, там Фритьоф пошёл в школу, окончив четыре класса перешёл в школу в Эребро, куда пришлось переехать на жительство и поселиться в чужой семье. Неуспехи в обучении немецкому языку, основному языку в шведских университетах, побудили главу семьи отправить сыновей в Берлин. Впоследствии Фритьоф вспоминал, что школьные годы были для него очень тяжелы, тем не менее, немецкий язык был освоен.
Дальнейшее обучение проходило в Королевском техническом университете в Стокгольме, своей специализацией, отобранный в числе шестерых из 126 претендентов, он выбрал техническую физику. В годы учёбы случайно был увлечён приятелем отца разбором книги Артура Эддингтона «Математическая теория гравитации», эти занятия научили его правильно читать научную литературу. Кроме того, ему удалось прослушать лекцию Макса Планка «Значение и границы применимости точных наук». Среди его педагогов в университете был Ханнес Альфвен, будущий нобелевский лауреат. Другим значительным наставником стал для него Фольк Одквист, преподававший механику твёрдого тела, под руководством которого Ньордсоном была выполнена дипломная работа «Неустойчивость конических оболочек», инициированная задачами строительства шведского подводного флота (Одквист был там консультантом).
По материалам дипломной работы в 1947 году Фритьоф Ниордсон стал лиценциатом (доктором философии) по технологии в Королевском технологическом университете. Вместе с окончанием учёбы закончилась его отсрочка от воинской службы, и он стал рядовым в пехотном полку. Он подал ходатайство о переводе по службе в НИИ военного профиля и с некоторыми задержками был переведён туда, где сумел дослужиться до сержанта. Демобилизовавшись, решил ехать на работу в США.
Получив рекомендацию Одквиста, Ньордсон сумел устроиться в аспирантуру Браунского университета к Вильяму Прагеру. Он выполнял там также некоторую ассистентскую работу и существовал на Рокфеллеровскую стипендию. В 1952 году защитил диссертацию в Браунском университете.
Возвратившись в Швецию, занял должность доцента на кафедре механики твердого тела, более того, заменил уехавшего на год в США заведующего кафедрой Одквиста. Начал руководить группой расчётчиков шведского военного самолёта Ф-22. Бывшим однокашником, Куртом Николиным (англ. Curt Nicolin), был привлечён к консультированию на Шведском турбинном заводе STAL (англ. Svenska Turbinfabriks AB Ljungström), это сотрудничество продолжилось более 30 лет. Выступил также первым программистом в стране, написав много расчётных программ для промышленности.
В 1956 году с делегацией студентов Королевского технического университета Фритьоф Ниордсон приезжал в СССР, где, по его словам, побывал на нескольких малозначимых предприятиях, но смог познакомиться с Ю. Н. Работновым и Г. И. Баренблаттом. Приезжал в СССР ещё в 1963 году на международный научный симпозиум приложения теории функций в механике сплошной среды в Тбилиси, а затем многократно и даже ежегодно, поскольку оказался членом советско-датской комиссии по науке и торговле.
С 1958 по 1992 год был профессором прикладной механики в Техническом университете Дании, где возглавлял кафедру деталей машин. Для этого ему понадобилось получить датское гражданство. В 1968 году был избран генеральным секретарём IUTAM, в 1976 — президентом. В этой должности был вынужден отстаивать единство союза от попыток Дж. Бэтчелора под предлогом организации Европейского союза по теоретической и прикладной механике отстранить от участия в международном научном сотрудничестве Советский Союз (в усилиях по преодолению раскола был поддержан бюро IUTAM) и разбираться в «деле Левича» (тут большую помощь получил от Николаса Хоффа, заявившего, что никто не имеет «божественного права» посещать любые конференции по своему желанию у себя в стране или за рубежом).
Был награждён Орденом Данеброга, в 1965 году — серебряным второй степени, в 1972 году — золотым первой степени. В 1972 году был избран иностранным членом Шведской академии наук, а в 1980 году стал почётным членом Американского общества инженеров-механиков (ASME).
Был женат на дочери профессора Фольке Одквиста, Анне-Марии, (для неё это был второй брак), враче-дерматологе. После 25 лет брака с Анной-Марией развёлся с ней и женился на 29-летней Ханне, собаководе, в новом браке родились сын и дочь.